# Internationale Niedersachsen-Rundfahrt der Junioren
Die Internationale Niedersachsen-Rundfahrt der Junioren ist ein jährlich stattfindendes Etappenrennen für Junioren.

## Geschichte
Das Radrennen fand erstmals 2009 statt und wurde seitdem von jeweils zwei Dänen, Deutschen und Norwegern, sowie jeweils einem Belgier und Niederländer gewonnen. Außer den fünf Nationen schafften es noch jeweils ein Russe, Pawel Siwakow, und Mexikaner, Luis Villalobos Hernandez, in die Top 3 der Rundfahrt schafften.
Die beiden Sieger Lasse Norman Hansen und Jasha Sütterlin schafften jeweils 2014 den Sprung zu einem UCI-World-Tour-Team. Ruben Zepuntke schaffte 2015 den Sprung in die World-Tour. Nikias Arndt und Bob Jungels erlangten bereits 2013 einen Platz bei Team Argos - Shimano und RadioShack - Leopard und Pawel Siwakow fährt seit 2018 für Team Sky.
Der Südafrikaner Ryan Felgate ist der einzige Fahrer, der zwei Etappen gewann und Nikias Arndt ist der Fahrer mit den meisten Podestplätzen in der Rundfahrtsgeschichte, sowie der einzige Fahrer, der alle drei Podestplätze erreicht hat. Insgesamt schafften es 87 verschiedene Fahrer aus 12 verschiedenen Nationen einen Podestplatz zu erlangen. Die Dänen schafften es 10, die Niederländer 12, die Belgier 14 und die Deutschen 30 Fahrer aufs Podest zu lancieren. Soren Waerenskjold war mit 17 Jahren und 140 Tagen der jüngste und Martijn Degreve war mit 18 Jahren und 108 Tagen der älteste Gewinner der Rundfahrt. Jonas Vingegaard Rasmussen war mit 14 Jahren und 231 Tagen der jüngste Teilnehmer der Rundfahrt. Jan Brockhoff war mit 16 Jahren und 239 Tagen auf Etappe 2 der 2011er-Ausgabe der jüngste und Lucas Liß war mit 18 Jahren und 194 Tagen auf Etappe 3 2010er-Ausgabe der älteste Etappensieger der Rundfahrt. Insgesamt traten Fahrer aus 24 Nationen an, wobei Deutschland (361), Dänemark (95) und die Niederlande (94) die meisten Fahrer stellten.

## Siegerliste

### Gesamtwertung
| Jahr | Sieger              | Zweiter                   | Dritter            |
| ---- | ------------------- | ------------------------- | ------------------ |
| 2009 | Lasse Norman Hansen | Emil Soeberg Hovmand      | Nikias Arndt       |
| 2010 | Jasha Sütterlin     | Mario Vogt                | Bob Jungels        |
| 2011 | Martijn Degreve     | Ruben Zepuntke            | Richard Dijkshoorn |
| 2012 | Piotr Havik         | Mathias Krigbaum          | Arne Egner         |
| 2013 | Mads Rahbek         | Joshua Stritzinger        | Stef Krul          |
| 2014 | Sven Reutter        | Milan Veltman             | Frederik Poulsen   |
| 2015 | Leo Appelt          | Aaron Verwilst            | Pawel Siwakow      |
| 2016 | Iver Knotten        | Luis Villalobos Hernandez | Ruben Apers        |
| 2017 | Soren Waerenskjold  | Olav Hjemsaeter           | Thymen Arensman    |

Nationen und Fahrer
| Nationen              | Nationen | Fahrer | Fahrer |
| Nation                | Sieg(e)  | Fahrer | Sieg   |
| --------------------- | -------- | --- | ------ |
| Deutschland           | 3        | Mads Rahbek, Sven Reutter, Leo Appelt, Martijn Degreve, Iver Knotten, Jasha Sütterlin, Soren Waerenskjold, Lasse Norman Hansen & Piotr Havik | 1      |
| Dänemark & Norwegen   | 2        | Mads Rahbek, Sven Reutter, Leo Appelt, Martijn Degreve, Iver Knotten, Jasha Sütterlin, Soren Waerenskjold, Lasse Norman Hansen & Piotr Havik | 1      |
| Belgien & Niederlande | 1        | Mads Rahbek, Sven Reutter, Leo Appelt, Martijn Degreve, Iver Knotten, Jasha Sütterlin, Soren Waerenskjold, Lasse Norman Hansen & Piotr Havik | 1      |

### Etappen
Nationen und Fahrer
| Nationen               | Nationen | Fahrer | Fahrer |
| Nation                 | Sieg(e)  | Fahrer | Sieg   |
| ---------------------- | -------- | --- | ------ |
| Deutschland            | 13       | Ryan Felgate | 2      |
| Belgien                | 6        | Nikias Arndt, Pascal Ackermann, Enzo Wouters, Mathias Krigbaum, Julius van den Berg, Amund Grøndahl Jansen & 27 weitere Fahrer | 1      |
| Norwegen & Niederlande | 5        | Nikias Arndt, Pascal Ackermann, Enzo Wouters, Mathias Krigbaum, Julius van den Berg, Amund Grøndahl Jansen & 27 weitere Fahrer | 1      |
| Dänemark               | 3        | Nikias Arndt, Pascal Ackermann, Enzo Wouters, Mathias Krigbaum, Julius van den Berg, Amund Grøndahl Jansen & 27 weitere Fahrer | 1      |
| Südafrika              | 2        | Nikias Arndt, Pascal Ackermann, Enzo Wouters, Mathias Krigbaum, Julius van den Berg, Amund Grøndahl Jansen & 27 weitere Fahrer | 1      |
| Luxemburg & Schweiz    | 1        | Nikias Arndt, Pascal Ackermann, Enzo Wouters, Mathias Krigbaum, Julius van den Berg, Amund Grøndahl Jansen & 27 weitere Fahrer | 1      |